# Atherinella argentea
Atherinella argentea är en fiskart som beskrevs av Chernoff, 1986. Atherinella argentea ingår i släktet Atherinella och familjen Atherinopsidae. IUCN kategoriserar arten globalt som livskraftig. Inga underarter finns listade.